# Famille Berthier
Pour les articles homonymes, voir Berthier.
La  famille Berthier  est une famille subsistante de la noblesse française anoblie en 1763. 
La branche aînée, composée de trois rameaux, s'est éteinte en 1918 en ligne masculine. Elle forma la maison des princes (1809) et ducs (1817) de Wagram, princes souverains de Neufchâtel et de Valangin (1806-1814), illustrée par le maréchal Louis-Alexandre Berthier (1753-1815). 
Seule subsiste la branche cadette, titrée vicomte Berthier en 1821 sous la Restauration,, issue d'Alexandre-Joseph Berthier (1792-1849), demi-frère de Louis-Alexandre Berthier.

## Origine
La famille Berthier est issue de Michel Berthier, originaire de Chaource dans l'Aube. Venu d'un milieu de laboureurs, il s'établit comme charron à Tonnerre dans l'Yonne où il épousa Jeanne Dumez. Il eut pour fils unique Jean-Baptiste Berthier, né le 8 janvier 1721 à Tonnerre. Celui-ci devient instructeur puis inspecteur d'école militaire puis ingénieur-géographe des cartes et plans au ministère de la Guerre. Il est anobli en 1763 par lettres patentes en récompense de ses services. Marié en 1749 à Marie-Françoise Lhuillier de la Serre il en eut, entre autres enfants, trois fils, Louis-Alexandre, César-Gabriel et Victor-Léopold, qui furent les auteurs de trois rameaux. Veuf, il se remaria à un âge avancé le 5 juin 1791 avec Élisabeth Chevron et en eut un fils, Alexandre-Joseph, né à Paris en 1792, qui fut l'auteur d'une autre branche.

## Branche aînée (éteinte)

### 1er rameau: princes en 1809 et ducs en 1817 de Wagram
Généalogie, :

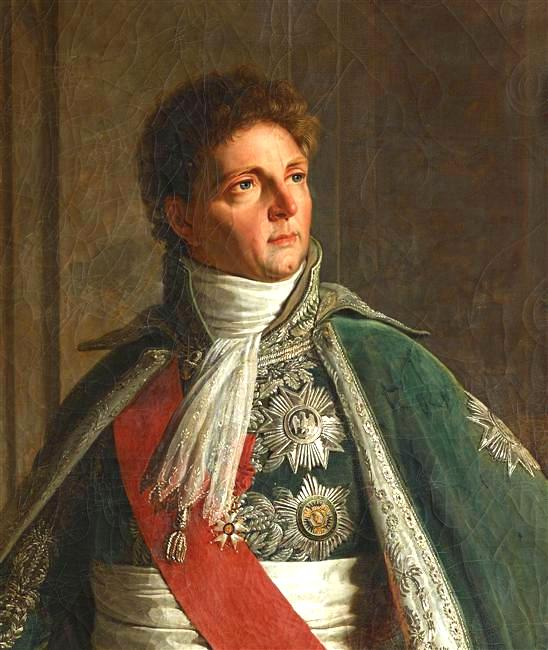
Louis-Alexandre Berthier en tenue de Grand veneur.

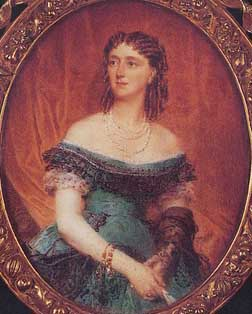
Marie Berthier de Wagram (1810-1878).

- Louis-Alexandre Berthier (1753-1815), ministre de la Guerre (1800-1807), maréchal d'Empire, prince de Neuchâtel et de Valangin (1806-1814), 1er prince de Wagram (1809), pair de France (1814), grand veneur de l'Empire (1804-1814), vice-connétable de l'Empire (1807-1814), marié en 1808 (sur ordre de Napoléon Ier) avec Marie-Élisabeth en Bavière dont :
  - Napoléon Alexandre Berthier (1810-1887), 2e prince de  Wagram, prince de Neuchâtel et de Valangin, 1er duc de Wagram et pair de France (1817), marié en 1831 avec Zénaïde Françoise Clary dont :
    - Malcy Louise Caroline Frédérique Berthier de Wagram (1832-1884), mariée en 1854 au prince Joachim Murat ;
    - Alexandre Berthier de Wagram, (1836-1911), 3e prince de Wagram, 2e duc de Wagram, marié en 1882 avec Berthe Claire de Rothschild dont :
      - Alexandre Berthier de Wagram (1883-1918), 4e prince de Wagram, 3e duc de Wagram, Saint-Cyrien (1903-1905), (promotion de la Tour d'Auvergne), lieutenant au 101e régiment d'infanterie en 1910, capitaine au 6e bataillon de chasseurs (mort pour la France à Barenton-sur-Serre). [N. 1]
        - Descendance naturelle  : Monique Berthier (1914-2000), fille naturelle reconnue d'une relation avec Marie-Louise Salivas.

      - Élisabeth Marguerite Berthier de Wagram (1885-1960), mariée en 1904 à Henri de La Tour d'Auvergne-Lauraguais, prince romain par bref pontifical du pape Pie IX en date du 31 octobre 1853 (ce titre princier obtenu du Saint Siège sera reconnu tardivement en France, sous le Second Empire, en juillet 1869. La famille de La Tour d'Auvergne-Lauraguais n'a, par ailleurs, aucun lien familial avec les princes de La Tour d'Auvergne, dont le lignage est éteint depuis 1802) ;
      - Marguerite Armande Lina Berthier de Wagram (1887-1966), mariée avec le prince Jacques de Broglie ;
      - Descendance avant mariage  : Marie Alexandrine Berthier de Wagram, fille naturelle légitimée (issue de Marie Augustine De Bée), née le 6 novembre 1877 à Paris 16e et morte le 31 octobre 1918 à Saint-Fulgent. Mariée le 25 April 1898 à Saint-Cyr-sur-Loire à Paul Constant de Grandcourt. Lignée cognatique seule subsistante.

    - Élisabeth Alexandrine Marie Berthier de Wagram (1849-1932), mariée avec Guy-Étienne de Turenne d'Aynac.

  - Caroline Joséphine Berthier de Wagram (1812-1905), mariée avec Alphonse Napoléon d'Hautpoul ;
  - Marie Anne Wilhelmine Alexandrine Elisabeth Berthier de Wagram (1816-1878), mariée avec Jules Lebrun de Plaisance.

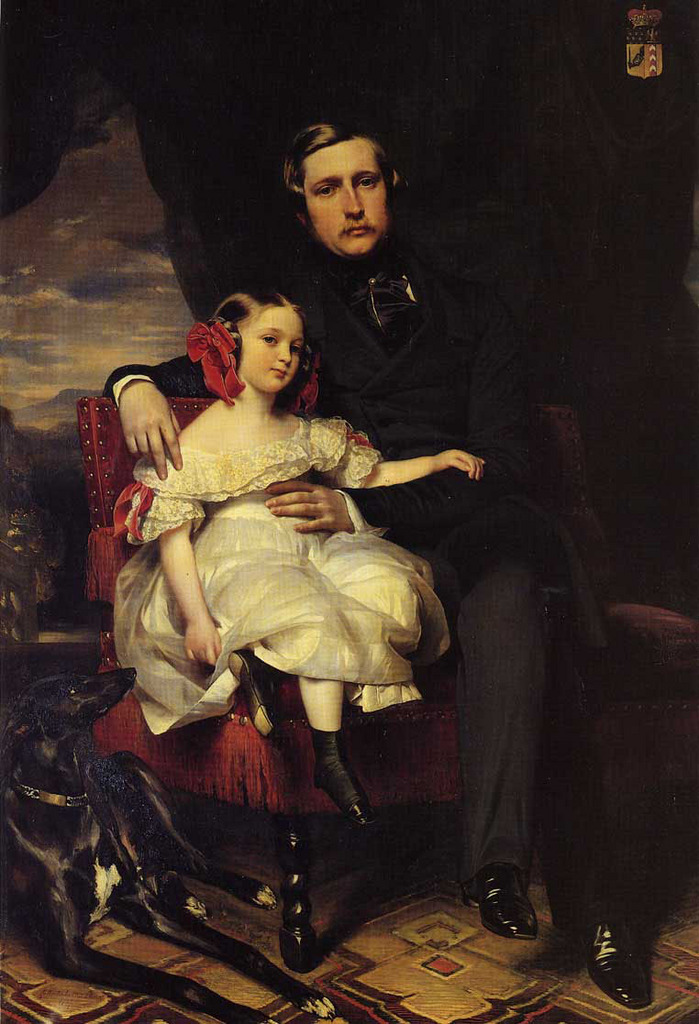
Le prince de Wagram et sa fille Malcy par Winterhalter.

### 2ème rameau: comtes de l'Empire en 1811
Cette branche a pour auteur César-Gabriel Berthier, né à Paris en 1765, général de division en 1806, commandeur de la Légion d'honneur, décédé en 1819. Il fut créé comte de l'Empire par lettres patentes du 13 février 1811. Sa descendance s'éteint avec son petit-fils, Paul Alfred, comte Berthier, né en 1834, dont la fille unique a épousé en 1893 le vicomte Georges de Leusse.
Généalogie, :
- Louis César Gabriel Berthier (1765- 1819), général de division, comte de l'Empire le (13 février 1811). Marié à Thérèse Augustine Déguillon ou d'Aiguillon, belle-sœur de son frère Victor Léopold. dont :
  - Catherine Adélaïde Berthier (1792-1874), mariée en 1809 au baron Antoine-Marie Roederer, pair de France (1845) ;
  - Joséphine Thérèse Virginie Berthier (1794-1833) mariée en 1810 au général Jean Pierre Joseph Bruguière comte de l'Empire puis en 1829 au baron Thomas William Graves de Gravesend ;
  - Louise Alexandrine Amélie Berluy dite Délia Berthier (1797-1875), mariée en 1824} à Abel Joseph baron Damey de Saint-Bresson, officier ;
  - Juliette Henriette Berthier (1810-1879), mariée en 1831 à André Randoin, préfet ;
  - Paul César Auguste 2e comte Berthier (1801-1845), colonel de cavalerie, chevalier de la Légion d'honneur, marié en 1830 à Pauline Troyer  dont :
    - Paul Ferdinand Alfred 3e comte Berthier (1834 - † après 1895), marié en 1868 avec Marie Mathilde Rosales dont :
      - Suzanne Berthier (1868-1936).

  - Henriette Félicité Berthier (1810-1879), mariée en 1831 à Androphile Randouin, maître des requêtes au Conseil d'État, préfet de l'Oise.

### 3ème rameau: Berthier de Lasalle, comtes et barons de l'Empire en 1809
Généalogie, :
- Victor Léopold Berthier (1770-1807), général de division, épouse en premières noces sa belle-sœur Joséphine Jeanne Marguerite d'Aiguillon. Le couple divorce en 1802. Le 5 décembre 1803 à Duravel, Joséphine d'Aiguillon épouse en secondes noces Antoine Charles Louis de Lasalle. En 1809, ce dernier adopte les enfants issus du premier mariage de Joséphine. Ils prennent alors le nom Berthier de Lasalle. Le 24 mai 1804, Léopold Berthier épouse en secondes noces Jeanne Bonnemant, divorcée d'Albert Noël.

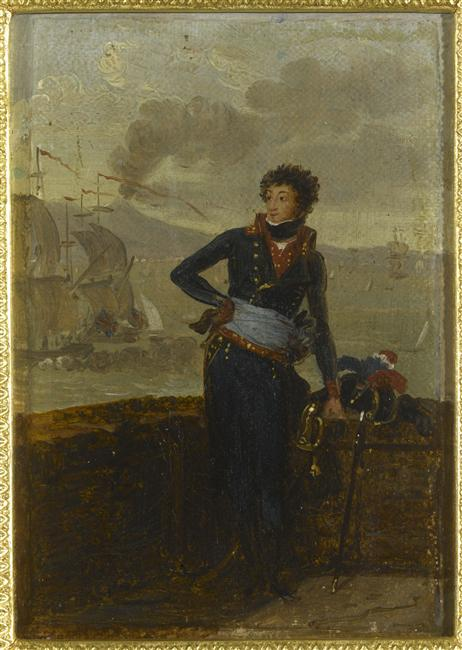
Victor-Léopold Berthier devant la baie de Naples.

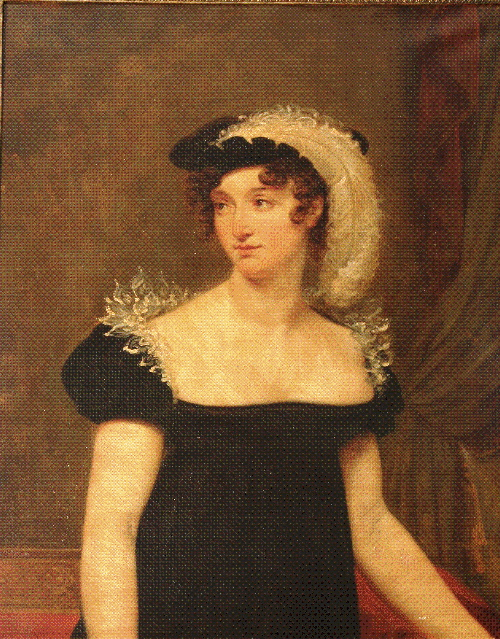
Joséphine Berthier, né d'Aiguillon

  - (1) Alméric (ou Albéric) Alexandre  Berthier de Lasalle (1797-1863), comte de l'Empire par substitution et adoption de son beau-père par lettre patente du 22 décembre 1809, chef d'escadron. En 1829, il épouse Jeanne de Vanssay.
    - Christine Berthier de Lasalle (1830-1892).
    - Albert 2e comte Berthier de Lasalle (1833-1886), homme de lettres, sans alliance.
    - Edgar Hippolyte Charles 3e comte Berthier de La Salle (1835-1921), officier de cavalerie, marié en 1868 avec Élisabeth Peloux, sans postérité.
    - Lionel Berthier de Lasalle ( 1842-1907), major de cavalerie, chevalier de la Légion d'honneur, marié en 1871 avec Alix Leclerc von Lockeren (1850.
      - Alméric Charles Octave Marie Berthier de Lasalle (1873).
      - Ghislaine Pauline Armande Marie (1877-1935).

  - (1) Oscar Berthier de Lasalle (1798-1848), baron de l'Empire par lettres patentes du 29 septembre 1809, colonel de cavalerie, mort sans alliance.
  - (1) Alexandre Joseph Berthier de Lasalle (1799-1845), baron de l'Empire par lettres patentes du 29 septembre 1809, consul de France, chevalier de la Légion d'honneur, mort sans alliance.
  - (2) Elisabeth Bibiane Victorine Noël Berthier (1802-1885).
  - (2) Edouard Napoléon Charles Berthier (1804-1874), créé comte le 20 novembre 1864 par décret de Napoléon III. IL meurt sans laisser de postérité[6].
  - (2) Thérèse Léopold Berthier (1806-1882) épouse en 1825 son oncle, Alexandre-Joseph Berthier (auteur de la quatrième branche).

## Branche cadette: vicomtes Berthier en 1821 (subsistante)
Cette branche est issue du deuxième mariage de Jean-Baptiste Berthier.
Généalogie, :
- Joseph-Alexandre Berthier (1792-1849), maréchal de camp, vicomte par lettres patentes du 29 novembre 1821, marié en 1825 à sa nièce Thérèse Léopoldine Berthier (1806-1882), fille de son demi-frère Victor Léopold Berthier dont :
  - Alexandre Léopold 2e vicomte Berthier (1826-1891), général de brigade. Marié à trois reprises : en 1857 avec Marie Victorine Clary (1834-1860). Veuf et sans postérité, il se remarie en 1862 avec Alice Bergès (1839-1866). De nouveau veuf, Alexandre Léopold épouse en 1871 Marguerite Bergès (1843-1917) (sœur de sa deuxième épouse).
  - (2) Alice Berthier (1864-1950)), mariée à Jacques Rigaud (1852-1907) ;
  - (2) Marguerite Berthier (1866-1916), mariée à Charles de Malleville (1861-1923) ;
  - (3) Léopold vicomte Berthier (1873-1949), marié en 1899 à Yvonne Feuilhade de Chauvin (1876-1948) ; dont deux filles et trois garçons ;
  - (3) Adolphe Berthier (1877-1967) ;
  - (3) Marie Berthier (1874) ;
  - (3) Germaine Berthier (1876), mariée en 1897 à Roger Moutet (1871), ingénieur civil des Mines ;
  - (3) Yvonne Berthier (1880-1910), mariée à Henri Marmottan, ingénieur civil des Mines.

## Propriétés
- château de Chambord et ses dépendances reçu en dotation par le maréchal Berthier ;
- Château de Grosbois ;
- Hôtel de la Colonnade à Paris ;
- Hôtel de Wagram à Paris (actuelle Ambassade d'Espagne).

## Titres
Les branches de la famille Berthier reçurent les titres suivants :
- Branche aîné Berthier de Wagram :
  - Prince de Neuchâtel et de Valangin (1806-1814) (éteint) ;
  - Prince de Wagram (1809) (éteint) ;
  - duc de Wagram et pair de France (1817)  (éteint);
- 2e branche : 
  - Comte de l'Empire (1811) (éteint) ;
- 3e branche Berthier de Lasalle:
  - Baron de l'Empire (1809) (éteint) ;
  - Comte de l'Empire (1809) (éteint) ;
  - Comte (1864) par décret de Napoléon III (éteint) ;
- 4e branche : 
  - Vicomte (1821) (subsistant).

## Armoiries
| Image | Armoiries de la Famille Berthier |
| ----- | --- |
|       | Armes anciennes D'azur, à deux épées d'argent, garnies d'or, passées en sautoir, les pointes en haut, accompagnées d'un soleil de même en chef et de trois cœurs aussi d'or enflammés de-gueules, posés deux aux flancs de l'écu, l'autre en pointe. |
|       | Armes concédées sous le Premier Empire à la branche des princes de Wagram D'or parti d'un trait de sable, chargé au 1 d'un dextrochère armé de toutes pièces d'azur, rehaussé d'or, tenant une épée haute en pal de sable et chargé d'un bouclier de sable au W d'or, à l'orle du même entouré de la devise suivante Commilitoni Cœsar; au chef d'azur semé d'abeilles d'or au 2 d'un pal de gueules chargé de trois chevrons d'argent (qui est de Neufchâtel) au chef d'azur chargé d'une aigle d'or empiétant sur un foudre du même '. |
|       | Armes concédées à la même branche par les lettres patentes du 14 avril 1818 Écartelé aux 1 et 4 de Berthier ancien, aux 2 et 3 de Bavière qui est losangé d'argent et d'azur en bande; sur le tout d'or au sénestrochère armé d'azur tenant une épée de sable et chargé d'un bouclier du même (aliàs de pourpre) au W d'or entouré d'un orle du même . |
|       | Armes concédées en 1811 à la branche des comtes Berthier Écartelê au 1 des comtes militaires au 2 de gueules à un lion d'or chargé d'une barre d'argent à trois têtes de maure de sable; au 3 de gueules à une couronne de feuillage d'or chargée d'une hache posée en barre d'argent et adextrés en chef d'une étoile du même; au 4 d'azur à un pal d'argent chevronné de trois pièces de sable. |
|       | Armes concédées en 1821 à la branche des vicomtes Berthier D'azur au dextrochère armé d'argent, mouvant du flanc dextre, tenant une épée haute du même montée d'or. |
|       | Armes des comtes Berthier de Lasalle (dessin d'Emile Gallé) Coupé au 1 parti à dextre des comtes militaires et à sénestre d'argent à une barre d'azur chargée de trois têtes de lion coupées d'or; au 2 d'argent à un cheval effrayé et contourné de sable porté sur unelance brisée de gueules, ferrée d'azur et pointant à sénestre. |

## Pour approfondir